# Huntley (Illinois)
Huntley és una població dels Estats Units a l'estat d'Illinois. Segons el cens del 2008 est. tenia 22.923 habitants.

## Demografia
Segons el cens del 2000, Huntley tenia 5.730 habitants, 2.324 habitatges, i 1.756 famílies. La densitat de població era de 188,8 habitants/km².
Dels 2.324 habitatges en un 31,2% hi vivien nens de menys de 18 anys, en un 67,3% hi vivien parelles casades, en un 5,9% dones solteres, i en un 24,4% no eren unitats familiars. En el 20,7% dels habitatges hi vivien persones soles el 9,9% de les quals corresponia a persones de 65 anys o més que vivien soles. El nombre mitjà de persones vivint en cada habitatge era de 2,47 i el nombre mitjà de persones que vivien en cada família era de 2,85.
Per edats la població es repartia de la següent manera: un 23,3% tenia menys de 18 anys, un 6,1% entre 18 i 24, un 31,3% entre 25 i 44, un 22% de 45 a 60 i un 17,4% 65 anys o més.
L'edat mediana era de 37 anys. Per cada 100 dones de 18 o més anys hi havia 91,8 homes.
La renda mediana per habitatge era de 60.456 $ i la renda mediana per família de 65.433 $. Els homes tenien una renda mediana de 44.524 $ mentre que les dones 30.363 $. La renda per capita de la població era de 27.451 $. Aproximadament l'1,9% de les famílies i el 2,8% de la població estaven per davall del llindar de pobresa.

## Poblacions properes
El següent diagrama mostra les poblacions més properes.